# Добри Дол (Клина)
Добри Дол (алб. Dobërdol) је насеље у општини Клина, Косово и Метохија, Република Србија.

## Становништво
| Демографија | Демографија | Демографија |
| Година      | Становника  | Становника  |
| ----------- | ----------- | ----------- |
| 1948.       | 298         |             |
| 1953.       | 167         |             |
| 1961.       | 345         |             |
| 1971.       | 400         |             |
| 1981.       | 467         |             |
| 1991.       | 505         |             |